# LXIII Korpus Armijny (III Rzesza)
LXIII Korpus Armijny – korpus piechoty Wehrmachtu, uczestniczył głównie w walkach z aliantami zachodnimi.
Korpus został sformowany 14 listopada 1944 roku na terytorium okupowanej Francji. Dowodził nim gen. Ernst Dehner i wchodził w skład 19 Armii. Walczył przeciw wojskom aliantów zachodnich. Po okrążeniu w Ruhrze, skapitulował przed nimi w kwietniu 1945 roku.

## Dowódcy korpusu
- gen. por. Ernst Dehner (do 17.11.1944)
- gen. Gustav Höhne (od 18.11.1944)
- gen. Friedrich-August Schack (24.11.1944 – 13.12.1944)
- gen. Erich Abraham (13.12.1944 – do kapitulacji)[1]

## Struktura organizacyjna
Skład w czerwcu 1944 roku:
- 159 Dywizja Rezerwowa
- 189 Dywizja Piechoty
- 338 Dywizja Piechoty